# Matt Damon
Matthew Paige Damon (født 8. oktober 1970) er en Oscarbelønnet amerikansk manuskriptforfatter og skuespiller.

## Biografi

### Tidlige liv
Matt Damon blev født i Cambridge, Massachusetts som søn af Kent Telfer Damon, der er ejendomsmægler og skatterådgiver, og Nancy Carlsson-Paige, underviser på Lesley University. Hans bedstefar var finne. Damon har en bror, Kyle, der er en anerkendt skulptør og kunstner. Matt blev student fra Cambridge Rindge and Latin School i 1988, den eneste offentligt finansierede high school i Cambridge. Damon fik sin første filmrolle samme år med én replik i den romantiske komedie Mystic Pizza.
Han påbegyndte studier på Harvard University med engelsk som hovedfag i efteråret 1988, men brugte det meste af sin tid på skuespiller-projekter, heriblandt tv-filmen Rising Son og hans første større rolle i School Ties (1992). Selvom Damon kun manglede et semester for at blive færdig, droppede han ud af universitetet for at forfølge en skuespillerkarriere i Los Angeles i den tro, at Geronimo: An American Legend (1993) ville blive en stor succes (hvilket den ikke gjorde).

### Filmkarriere
Damon havde flere småroller, indtil han fik en stor rolle i Geronimo: An American Legend sammen med Gene Hackman og Jason Patric. Derefter spillede han en heroin-misbruger i Courage Under Fire (1996) – en krigsfilm, hvor Damon fik mulighed for at bevise sit engagement, i det han måtte tabe 20 kilo på 10 dage for at kunne portrættere sin figur. Han fik efterfølgende at vide, at det var rent held, at hans hjerte ikke var skrumpet som følge af den strenge diæt og træning. Han var derefter tvunget til at tage medicin i flere år, men han fastholder at det var det hele værd for at afspejle karakterens smerte og vise branchen, hvor dedikeret han var til rollen.
Damon og skuespiller Ben Affleck, der er en nær personlig ven og medspiller i flere film, udviklede sammen en thriller om et ungt matematisk geni, og de præsenterede manuskriptet til flere i Hollywood. Efter råd fra filminstruktør Rob Reiner og manuskriptforfatter William Goldman, ændrede de historien fra at være en thriller til at handle om et matematisk geni, der kæmper for at komme frem i verden. Manuskriptet blev til filmen Good Will Hunting (1997), der indbragte Damon og Affleck en Oscar for bedste originale manuskript. Damon blev nomineret til en Oscar for bedste mandlige hovedrolle for samme film (Robin Williams vandt i stedet for bedste mandlige birolle i filmen. Damon parodierede dette som en fiktiv version af sig selv i Kevin Smiths film Jay and Silent Bob Strike Back (2001).
Sammen med Affleck og Chris Moore grundlagde Matt Damon Project Greenlight, der havde til formål at finde og finansiere filmprojekter lavet af nye (amatør) filmskabere. Den tilhørende dokumentarserie om projektet har været nomineret til en Emmy Award tre gange.
Damon er kendt for at vælge utraditionelle roller, såsom den biseksuelle Tom Ripley i The Talented Mr. Ripley (1999), som indbragte ham en Golden Globe-nominering. Han har desuden spillet en falden engel, der diskuterer popkultur som intellektuelt emne i Dogma (1999) (sammen med Ben Affleck); en siamesisk tvilling i Stuck on You (2003); og skrev sammen med vennen Casey Affleck og Gus Van Sant den minimalistiske dialog til den eksperimenterende film Gerry.
Damon har også været med i flere større kommercielle filmprojekter. Han spillede snigmorderen med hukommelsestab, Jason Bourne i de populære action film The Bourne Identity (2002) og The Bourne Supremacy (2004) og The Bourne Ultimatum (2007). Han har også spillet rollen som den unge, optimistiske tyv over for blandt andre George Clooney, Brad Pitt og Julia Roberts i Steven Soderberghs Ocean's Eleven (2001), Ocean's Twelve (2004) og Ocean's Thirteen (2007).
Blandt andre bemærkelsesværdige roller har Damon spillet en fiktionel version af Wilhelm Grimm i Terry Gilliams eventyrfilm The Brothers Grimm (2005) og energianalytiker i Syriana (2005). I 2006 var han med i Martin Scorseses thriller The Departed som en undercover-gangster, der arbejder for Massachusetts State Police, samt i Robert de Niros The Good Shepherd, hvor han spiller CIA-agent. I 2007 kan man blandt andet se ham i en birolle i Kenneth Lonergans film Margaret samt en cameo i Francis Ford Coppolas Youth Without Youth.

## Filmografi
| 1988 | Mystic Pizza                                                           | Steamer                      | Kun een sætning                 |      |                   |              |
| 1992 | School Ties                                                            | Charlie Dillon               |                                 |      |                   |              |
| 1993 | Geronimo: An American Legend                                           | 2nd Lt. Britton Davis        |                                 |      |                   |              |
| 1996 | Glory Daze                                                             | Edgar Pudwhacker             | Cameo                           |      |                   |              |
| 1996 | Courage Under Fire                                                     | Specialist Ilario            |                                 |      |                   |              |
| 1997 | Good Will Hunting                                                      | Will Hunting                 | Også co-writer; løn ca $500,000 |      |                   |              |
| 1997 | The Rainmaker                                                          | Rudy Baylor                  |                                 |      |                   |              |
| 1997 | Chasing Amy                                                            | Shawn Oran                   | Cameo                           |      |                   |              |
| 1998 | Rounders                                                               | Mike McDermott               | Løn ca $600,000                 |      |                   |              |
| 1998 | Saving Private Ryan                                                    | Private James Francis Ryan   |                                 |      |                   |              |
| 1999 | The Talented Mr. Ripley                                                | Tom Ripley                   | Løn $5,000,000                  |      |                   |              |
| 1999 | Dogma                                                                  | Loki                         |                                 |      |                   |              |
| 2000 | Finding Forrester                                                      | Steven Sanderson             | Cameo                           |      |                   |              |
| 2000 | All the Pretty Horses                                                  | John Grady Cole              | Løn $5,500,000                  |      |                   |              |
| 2000 | The Legend of Bagger Vance                                             | Rannulph Junuh               | Løn $7,000,000                  |      |                   |              |
| 2000 | Titan A.E.                                                             | Cale Tucker                  | Stemme                          |      |                   |              |
| 2001 | The Majestic                                                           | Luke Trimble                 | Kun stemme                      |      |                   |              |
| 2001 | Ocean's Eleven                                                         | Linus Caldwell               | Løn $5,000,000                  |      |                   |              |
| 2001 | Jay and Silent Bob Strike Back                                         | Sig selv                     | Cameo                           |      |                   |              |
| 2002 | Confessions of a Dangerous Mind                                        | Matt, bachelor #2            | Cameo                           |      |                   |              |
| 2002 | The Bourne Identity                                                    | Jason Bourne                 | Løn $10,000,000                 |      |                   |              |
| 2002 | Spirit - Hingsten fra Cimarron (org: Spirit: Stallion of the Cimarron) | Spirit                       | Stemme                          |      |                   |              |
| 2002 | Gerry                                                                  | Gerry                        | Også co-writer                  |      |                   |              |
| 2003 | Stuck on You                                                           | Bob                          |                                 |      |                   |              |
| 2004 | Howard Zinn: You Can't Be Neutral on a Moving Train                    | Fortæller                    | stemme                          |      |                   |              |
| 2004 | Ocean's Twelve                                                         | Linus Caldwell               |                                 |      |                   |              |
| 2004 | The Bourne Supremacy                                                   | Jason Bourne                 | Løn $26,000,000                 |      |                   |              |
| 2004 | Jersey Girl                                                            | PR Exec #2                   | Cameo                           |      |                   |              |
| 2004 | Eurotrip                                                               | Donny                        | Cameo                           |      |                   |              |
| 2005 | Syriana                                                                | Bryan Woodman                |                                 |      |                   |              |
| 2005 | The Brothers Grimm                                                     | Wilhelm "Will" Grimm         | Løn $10,000,000                 |      |                   |              |
| 2006 | The Good Shepherd                                                      | Edward Wilson                |                                 |      |                   |              |
| 2006 | The Departed                                                           | Colin Sullivan               |                                 |      |                   |              |
| 2007 | The Bourne Ultimatum                                                   | Jason Bourne                 |                                 |      |                   |              |
| 2007 | Ocean's Thirteen                                                       | Linus Caldwell               |                                 |      |                   |              |
| 2007 | Youth Without Youth                                                    | (intet rolle navn)           | Cameo                           |      |                   |              |
| 2008 | Running the Sahara                                                     | Narrator, Executive Producer |                                 |      |                   |              |
| 2008 | Margaret                                                               | Mr. Aaron                    |                                 |      |                   |              |
| 2009 | The Informant                                                          | Mark Whitacre                |                                 |      |                   |              |
| 2009 | Invictus´                                                              | François Pienaar             |                                 |      |                   |              |
| 2010 | Green Zone                                                             | Miller                       |                                 | 2011 | [We bought a zoo] | Benjamin Mee |
| 2010 | Hereafter                                                              | George                       |                                 |      |                   |              |
| 2010 | The Adjustment Bureau                                                  | David Norris                 |                                 |      |                   |              |
| 2013 | Elysium                                                                | Max Da Costa                 |                                 |      |                   |              |
| 2014 | Interstellar                                                           | Dr. Mann                     |                                 |      |                   |              |
| 2015 | The Martian                                                            | Mark Watney                  |                                 |      |                   |              |
| 2016 | The Great Wall                                                         | William                      |                                 |      |                   |              |
| 2019 | Le Mans '66                                                            | Carroll Shelby               |                                 |      |                   |              |

## Fodnoter
1. ↑  Matt Damon i Mail on Sunday, 2001-06-10, hentet 2006-11-23
2. 1 2  "Tiscali.ca". MATT DAMON BIOGRAPHY. Arkiveret fra originalen 26. august 2007. Hentet 10. september 2007.
3. ↑  "Wild About Movies". Matt Damon Interview. Arkiveret fra originalen 13. oktober 2007. Hentet 10. september 2007.
4. 1 2 3 4 5  Matt Damon – Biography
5. ↑  "Forbes.com". Ultimate Star Payback. Arkiveret fra originalen 8. december 2012. Hentet 10. september 2007.
6. ↑  The Great Wall